# Floresta (Paraná)
Floresta es un municipio brasileño situado en el estado de Paraná. Según el censo de 2022, tiene una población de 10 548 habitantes.
Fue creado a través de la Ley Estatal n.º 4245, del 25 de julio de 1960, e instalado el 18 de noviembre de 1961, separándose de Maringá.

## Geografía
Posee un área de 158.23 km².
Se localiza a una latitud 23°35′56″ sur y a una longitud 52°4′52″ oeste, a una altitud de 392 metros.

### Demografía
Datos del censo - 2010
Población total: 5921
- Urbana: 5122
- Rural: 450
- Hombres: 2943
- Mujeres: 2978

Índice de Desarrollo Humano Municipal (IDH-M): 0,773
- IDH salario: 0,686
- IDH longevidad: 0,736
- IDH educación: 0,896

### Hidrografía
Pertenece a la subcuenca del río Ivaí, localizándose sobre el margen derecho del mismo. Posee una rica red hidrográfica: el río Taquaruçu, el arroyo Caxias, el río Haití, el río Yucatán, el río Jaci, el arroyo Floriano,  el arroyo Pingüim y el río Guanaco, entre otros de menor importancia. Todos son afluentes de la margen derecha del río Ivaí.